# Arczil Chabadze
Arczil Chabadze (gruz. არჩილ ხაბაძე ur. 11 marca 1980 w Batumi) – gruziński polityk, szef rządu Autonomicznej Republiki Adżarii od 30 października 2012 r.
Chabadze posiada wykształcenie w zakresie bankowości i finansów. Pracował w sektorze bankowym, w jednym z banków należących do miliardera Bidziny Iwaniszwilego. Po wygranej koalicji Gruzińskie Marzenie, na czele której stał Iwaniszwili w wyborach parlamentarnych w październiku 2012 r., Chabadze jako zaufany człowiek nowego premiera, uważany był za faworyta na stanowisko szefa rządu Adżarii. W dniu 30 października 2012 r., Rada Najwyższa Adżarii wybrała go na szefa rządu Adżarii. Zastąpił na tym stanowisku Lewana Warszalomidzego.